# 科林斯地峽

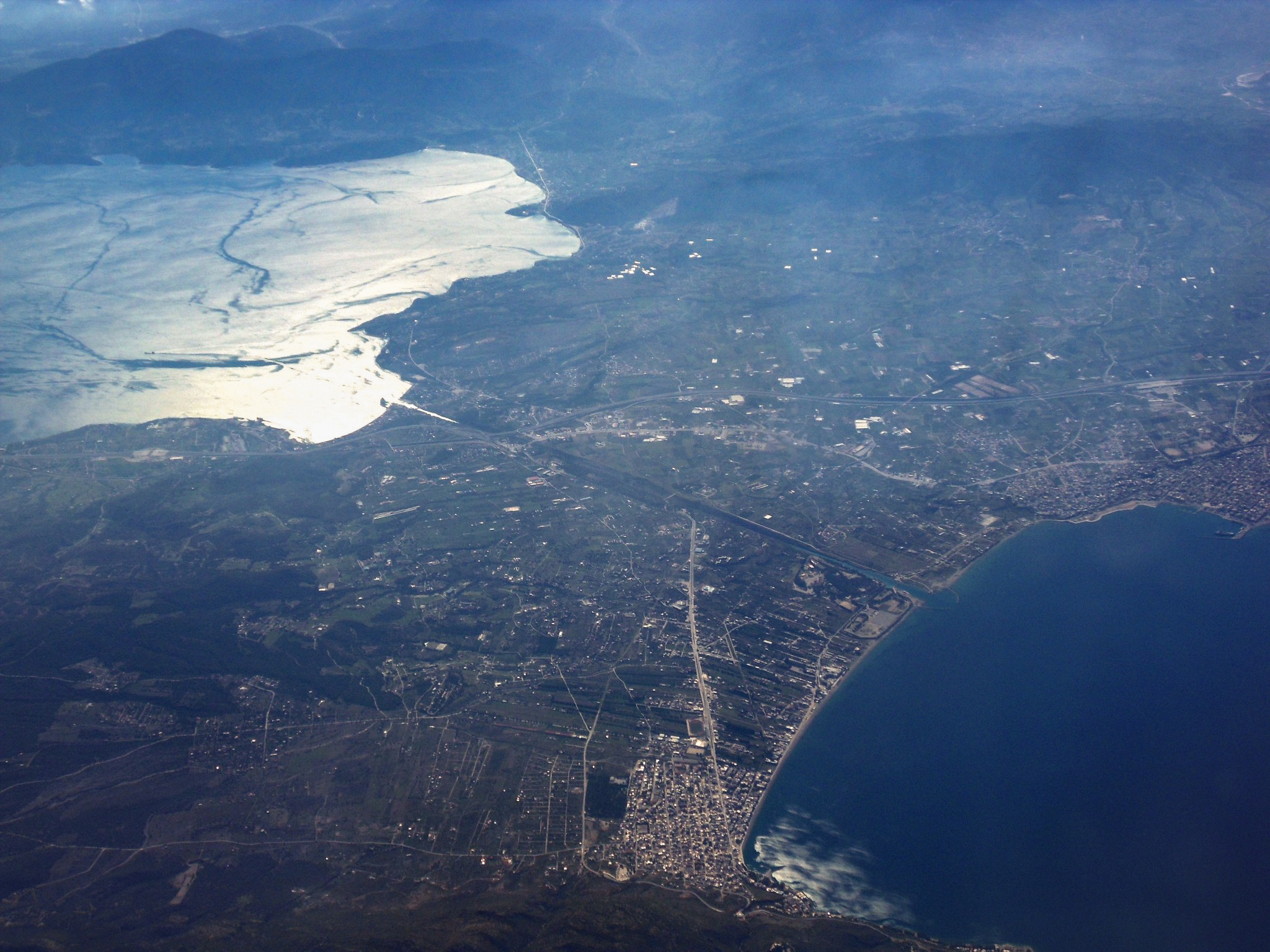
科林斯地峽航拍圖

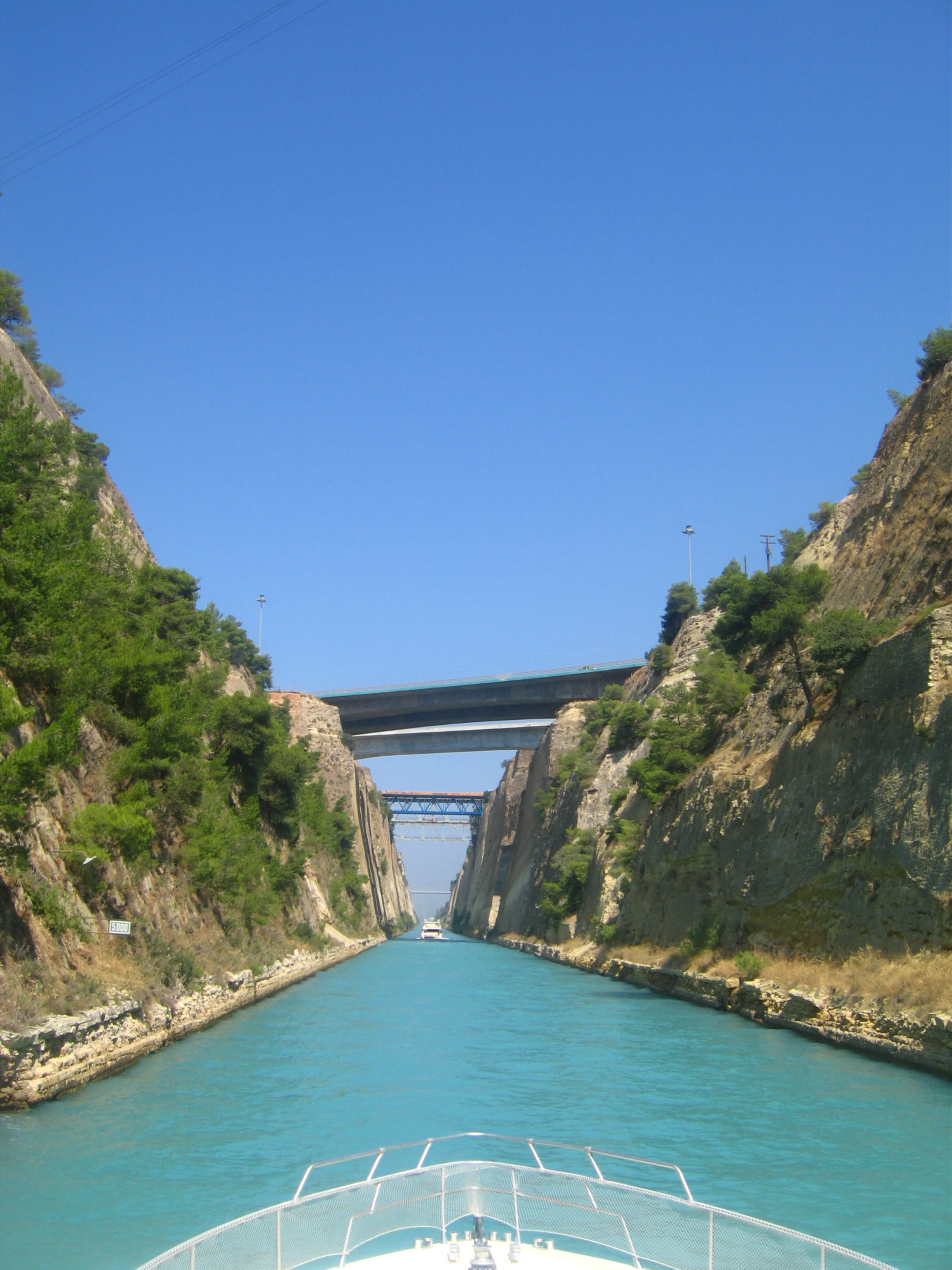
在科林斯運河通過科林斯地峽

37°56′29″N 22°59′16″E / 37.94139°N 22.98778°E
科林斯地峽（希臘語：Ισθμός της Κορίνθου），位於希臘南部聯繫歐洲大陸和伯羅奔尼撒半島的狹窄地峽，將科林斯灣與萨罗尼科斯湾隔斷，寬約6.5公里，海拔約90公尺（300呎）。含有石灰岩斷層，主要產小麥、大麥、葡萄，釀酒業為主要產業。
在古代世界是劃分伯羅奔尼撒和希臘主陸的地標，公元前1世紀地理學家斯特拉博提到科林斯地峽有兩個刻著銘文的石柱。其中一個面朝東方的阿提卡的墨伽拉，銘文為“這裡不是伯羅奔尼撒，而是愛奧尼亞”（τάδ᾽ οὐχὶ Πελοπόννησος, ἀλλ᾽ Ἰωνία），另一個面朝西方的伯羅奔尼撒，銘文為“這裡是伯羅奔尼撒，不是愛奧尼亞”（τάδ᾽ ἐστὶ Πελοπόννησος, οὐκ Ἰωνία）。普魯塔克認為這是忒修斯在前往雅典時建立起來的。
公元67年罗马帝国皇帝尼祿曾在此開鑿運河，利用約6000名因猶太起義被俘虜為奴的猶太人興建。但自尼祿死後，工程因經費問題被擱置。直至1881年，運河才再次被法國人重建，並於1893年正式開通。長達6.3公里（4哩）的科林斯運河通航，大大縮短了從亞得里亞海到雅典比雷埃夫斯的航程。